# Sân bay quốc tế Pohnpei
Sân bay quốc tế Pohnpei (IATA: PNI, ICAO: PTPN) là sân bay nằm trên Đảo Pohnpei (trước đây là Ponape), hòn đảo chính của bang Pohnpei. Nó gần thủ đô của Liên bang Micronesia.
Việc mở rộng sân bay quốc tế Pohnpei bắt đầu vào năm 2009 và dự kiến sẽ hoàn thành vào năm 2011. Chính phủ Nhật Bản đã đồng ý cung cấp khoảng 29 triệu đô la Mỹ cho toàn bộ dự án. Dự án bao gồm mở rộng đường băng lên 228m và cải thiện các thiết bị đầu cuối và sân đỗ. Các hạng mục nâng cấp sẽ giúp ngăn chặn các vấn đề như khi một máy bay chở hàng Boeing 727 vượt qua đường băng và sân bay phải đóng cửa trong 6 ngày vào tháng 5 năm 2008. 

## Hãng hàng không và điểm đến
Giống như nhiều đảo trong khu vực, dịch vụ hàng không thương mại khá hạn chế do dân số nhỏ và giao thông du lịch. Dịch vụ hành khách theo lịch trình hiện tại duy nhất của Pohnpei là các chuyến bay của United Airlines (trước đây là Continental Micronesia) Island Hopper hoạt động với các máy bay Boeing 737-800 giữa Guam và Honolulu (ba chuyến một tuần) và chuyến bay hàng tuần Guam-Chuuk-Pohnpei.